# Национальный Закон о трудовых отношениях (США)
Национальный Закон о трудовых отношениях 1935 года (англ. National Labor Relations Act of 1935, также известный как Закон Вагнера) — основополагающий закон в трудовом законодательстве США. Гарантирует право наёмных работников частного сектора объединяться в профсоюзы, участвовать в коллективных переговорах и предпринимать коллективные действия, такие как забастовки. Был написан сенатором Робертом Ф. Вагнером, принят 74-м конгрессом США и подписан президентом Франклином Д. Рузвельтом.
Закон о трудовых отношениях направлен на устранение неравенства в переговорной власти между работодателями и работниками путём поощрения коллективных переговоров между профсоюзами и работодателями. Закон учредил Национальное управление по трудовым отношениям для надзора за процессом, в котором работники принимают решение о том, должны ли они быть представлены трудовой организацией. Он также установил различные правила, касающиеся коллективных переговоров, и определил ряд запрещённых недобросовестных методов работы, включая вмешательство работодателей в создание или организацию профсоюзов. Закон не распространяется на некоторые виды работников, включая руководителей, работников сельского хозяйства, домашних работников, государственных служащих и независимых подрядчиков.
Консерваторы и члены Республиканской партии решительно возражали против принятия Закона, однако сторонники его принятия выиграли дело в Верховном суде (NLRB v. Jones & Laughlin Steel Corp.). Принятый в 1947 году закон Тафта — Хартли внёс поправки в закон Вагнера, добавив зачастую несправедливые ограничения для профсоюзов. законы о праве на труд.

## Предпосылки

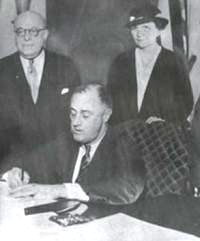
Президент Франклин Рузвельт подписывает Акт 5 июля 1935 года. Присутствуют Теодор А. Пейзер (слева) и министр труда США Фрэнсис Перкинс (справа)

Президент Франклин Рузвельт подписал закон 5 июля 1935 года(на илл.).
Закону предшествовал ряд ранее принятых законодательных актов о трудовых отношениях и государственных органов:
- Национальный комитет по трудовым отношениям в военное время (1918—1919)[англ.]
- Закон Норриса — Ла Гардии[англ.]
- Закон о восстановлении промышленности (1933)
- Закон об ассигнованиях на чрезвычайную помощь
- Управление общественных работ США

## Содержание
В разделе 1 (Раздел 29 Кодекса США § 151) Закона разъясняются основные принципы и политические положения, на которых основывался Закон. Закон направлен на устранение «неравенства в переговорных возможностях между работниками, которые, согласно сторонникам Закона, не обладают полной свободой объединения или фактической свободой контракта, и работодателями, которые организованы в корпоративные или другие формы собственности». Для достижения этой цели центральной идеей является содействие коллективным переговорам между независимыми профсоюзами работников и работодателями.

…поощряется практика и процедура коллективных переговоров, а также право работников на свободу ассоциаций, самоорганизацию, назначение представителей по своему выбору для проведения переговоров об условиях своего найма и других вопросах взаимопомощи и защиты.
Оригинальный текст (англ.)...encouraging the practice and procedure of collective bargaining and by protecting the exercise by workers of full freedom of association, self-organization, and designation of representatives of their own choosing, for the purpose of negotiating the terms and conditions of their employment or other mutual aid or protection.
В разделе 2 (Раздел 29 Кодекса США § 152) даны определения «организация труда» и «трудовой спор». Закон направлен на защиту работников как группы и поэтому не основан на контрактных отношениях между работодателем и отдельным работником. Закон содержит также следующие основные принципы:
- Каждая группа работников может иметь только один коллективный орган, представляющий её на переговорах с работодателем.
- Поощрение практики коллективных переговоров.
- Работодатели обязаны вступать в переговоры с коллективным органом своих работников.
- Работникам разрешено обсуждать заработную плату[5][6][7].

## Последствия
В Нью-Йорке действует закон авторства Иды Клаус, созданный на основе Малого акта Вагнера (англ. Little Wagner Act).
Наряду с другими факторами, закон способствовал огромному росту членства в профсоюзах, особенно в отраслях поточного производства: сталелитейной и автомобильной. Общее число членов профсоюзов выросло с трех миллионов в 1933 году до восьми миллионов в конце 1930-х годов, при этом подавляющее большинство членов профсоюзов проживало за пределами южных штатов.